# Life on the Murder Scene
Life on the Murder Scene è un cofanetto discografico pubblicato dai My Chemical Romance il 21 marzo del 2006 contenente tre dischi: un CD e due DVD. Il CD contiene prevalentemente versioni dal vivo di canzoni già pubblicate, mentre i due DVD sono una raccolta di video promozionali, live e apparizioni TV.

## Tracce

### CD
1. Thank You for the Venom (live) - 3:49
2. Cemetery Drive (live) - 3:17
3. Give 'Em Hell, Kid (live)  - 2:20
4. Headfirst for Halos (live)  - 2:42
5. Helena (Sessions@AOL) - 3:37
6. You Know What They Do to Guys Like Us in Prison (live) - 3:11
7. The Ghost of You (live) - 3:26
8. I'm Not Okay (I Promise) (live) - 3:08
9. I Never Told You What I Do for a Living (demo) - 3:44
10. Bury Me in Black (demo) - 2:37
11. Desert Song (mai incisa prima)  - 3:50

### DVD

#### Performance Live
1. I'm Not Okay (I Promise)
2. Cemetery Drive
3. Our Lady of Sorrows
4. Honey, This Mirror Isn't Big Enough for the Two of Us
5. You Know What They Do to Guys Like Us in Prison
6. Headfirst For Halos
7. The Ghost of You
8. Thank You For The Venom
9. Give 'Em Hell, Kid
10. Vampires Will Never Hurt You
11. Helena

#### Video promozionali
1. I'm Not Okay (I Promise) Ver.
2. I'm Not Okay (I Promise) Marc Webb Ver. 2
3. The Making of I'm Not Okay (I Promise)
4. Helena (Marc Webb)
5. The Making of Helena
6. The Ghost of You (Marc Webb)
7. The Making of The Ghost Of You

#### Apparizioni TV
1. I'm Not Okay (I Promise) a Late Night With Conan O'Brien
2. I'm Not Okay (I Promise) a MTV Discover and Download

#### Performance Online
1. Helena (live At AOL Sessions)
2. I'm Not Okay (I Promise) (live At AOL Sessions)
3. The Ghost of You (live At AOL Sessions)
4. You Know What They Do to Guys Like Us in Prison (live At AOL Sessions)
5. I'm Not Okay (I Promise) (live At Launch)
6. Helena (live At Launch)

## Formazione
- Gerard Way - voce
- Ray Toro - chitarra solista, seconda voce
- Frank Iero - chitarra ritmica
- Mikey Way - basso
- Bob Bryar - batteria